# Natação no Campeonato Mundial de Esportes Aquáticos de 2017 - 50 m peito feminino
A prova dos 50 metros peito feminino da natação no Campeonato Mundial de Esportes Aquáticos de 2017 ocorreu nos dias 29 de julho e 30 de julho em Budapeste na Hungria.

## Recordes
Antes desta competição, os recordes mundiais e do campeonato nesta prova eram os seguintes:
| Tipo                  | Atleta         | Tempo | Local     | Data                |
| --------------------- | -------------- | ----- | --------- | ------------------- |
|                       | Rūta Meilutytė | 29.48 | Barcelona | 3 de agosto de 2013 |
| Recorde do campeonato | Rūta Meilutytė | 29.48 | Barcelona | 3 de agosto de 2013 |

Os seguintes novos recordes foram estabelecidos durante esta competição. 
| Data        | Prova | Nadadora   | Nacionalidade  | Tempo | Recordes |
| ----------- | ----- | ---------- | -------------- | ----- | -------- |
| 30 de julho | Final | Lilly King | Estados Unidos | 29.40 | ,        |

## Medalhistas
| Ouro             | Prata                 | Bronze            |
| Lilly King (USA) | Yuliya Yefimova (RUS) | Katie Meili (USA) |

## Resultados

### Eliminatórias
Esses foram os resultados das eliminatórias. Foram realizadas no dia 29 de julho com início às 10:07. 
| Pos. | Bateria | Raia                 | Nadadora                  | Nacionalidade        | Tempo | Notas            |
| ---- | ------- | -------------------- | ------------------------- | -------------------- | ----- | ---------------- |
| 1    | 6       | 4                    | Lilly King                | Estados Unidos       | 29.76 | Q                |
| 2    | 5       | 4                    | Yuliya Yefimova           | Rússia               | 29.99 | Q                |
| 3    | 5       | 3                    | Arianna Castiglioni       | Itália               | 30.33 | Q,               |
| 4    | 6       | 5                    | Katie Meili               | Estados Unidos       | 30.37 | Q                |
| 5    | 4       | 5                    | Jennie Johansson          | Suécia               | 30.40 | Q                |
| 6    | 4       | 4                    | Rūta Meilutytė            | Lituânia             | 30.58 | Q                |
| 7    | 5       | 6                    | Jessica Hansen            | Austrália            | 30.59 | Q                |
| 8    | 5       | 5                    | Sarah Vasey               | Reino Unido          | 30.71 | Q                |
| 9    | 4       | 2                    | Natalia Ivaneeva          | Rússia               | 30.81 | Q                |
| 10   | 6       | 6                    | Jenna Laukkanen           | Finlândia            | 30.82 | Q                |
| 11   | 4       | 6                    | Hrafnhildur Lúthersdóttir | Islândia             | 30.88 | Q                |
| 12   | 6       | 7                    | Veera Kivirinta           | Finlândia            | 30.89 | Q                |
| 13   | 4       | 3                    | Martina Carraro           | Itália               | 30.92 | Q                |
| 14   | 6       | 3                    | Satomi Suzuki             | Japão                | 30.95 | Q                |
| 15   | 5       | 1                    | Rachel Nicol              | Canadá               | 31.02 | Q                |
| 16   | 4       | 1                    | Suo Ran                   | China                | 31.22 | Q                |
| 17   | 6       | 8                    | Rikke Møller Pedersen     | Dinamarca            | 31.29 |                  |
| 18   | 4       | 7                    | Dominika Sztandera        | Polónia              | 31.31 |                  |
| 19   | 6       | 2                    | Mariya Liver              | Ucrânia              | 31.33 |                  |
| 20   | 5       | 2                    | Sophie Hansson            | Suécia               | 31.44 |                  |
| 21   | 5       | 7                    | Macarena Ceballos         | Argentina            | 31.65 | Recorde nacional |
| 22   | 6       | 1                    | Petra Chocová             | Chéquia              | 31.69 |                  |
| 23   | 4       | 8                    | Amit Ivry                 | Israel               | 31.70 |                  |
| 24   | 3       | 4                    | Susann Bjørnsen           | Noruega              | 31.75 |                  |
| 25   | 6       | 0                    | Kaylene Corbett           | África do Sul        | 31.91 |                  |
| 26   | 5       | 0                    | Maria Romanjuk            | Estónia              | 31.92 |                  |
| 27   | 4       | 0                    | Anna Sztankovics          | Hungria              | 31.94 |                  |
| 28   | 5       | 8                    | Andrea Podmaníková        | Eslováquia           | 32.04 |                  |
| 29   | 4       | 9                    | Mercedes Toledo           | Venezuela            | 32.24 |                  |
| 30   | 6       | 9                    | Dana Kolidzeja            | Letônia              | 32.59 |                  |
| 31   | 5       | 9                    | Anandia Evato             | Indonésia            | 32.62 |                  |
| 32   | 3       | 6                    | Tilka Paljk               | Zâmbia               | 32.72 |                  |
| 33   | 3       | 2                    | Amy Micallef              | Malta                | 33.46 | Recorde nacional |
| 34   | 3       | 5                    | Evita Leter               | Suriname             | 33.77 |                  |
| 35   | 3       | 3                    | Dariya Talanova           | Quirguistão          | 33.85 |                  |
| 36   | 3       | 7                    | Vanessa Rivas             | República Dominicana | 34.40 |                  |
| 37   | 3       | 8                    | Oreoluwa Cherebin         | Granada              | 34.88 |                  |
| 38   | 3       | 1                    | Meri Mumladze             | Geórgia              | 34.91 |                  |
| 39   | 1       | 4                    | Jang Myong-gyong          | Coreia do Norte      | 35.11 |                  |
| 40   | 2       | 1                    | Naomy Grand'Pierre        | Haiti                | 35.85 |                  |
| 41   | 2       | 3                    | Mahfuza Khatun            | Bangladesh           | 36.53 |                  |
| 42   | 2       | 4                    | Colleen Furgeson          | Ilhas Marshall       | 36.97 |                  |
| 43   | 3       | 0                    | Melisa Zhdrella           | Kosovo               | 37.06 |                  |
| 44   | 2       | 7                    | Angelika Ouedraogo        | Burquina Fasso       | 37.89 |                  |
| 45   | 1       | 7                    | Karina Klimyk             | Tajiquistão          | 38.47 |                  |
| 46   | 2       | 2                    | Elen Yesayan              | Armênia              | 38.67 |                  |
| 47   | 1       | 6                    | Sajina Aishath            | Maldivas             | 39.74 |                  |
| 48   | 2       | 0                    | Siri Arun Budcharern      | Laos                 | 40.57 |                  |
| 49   | 2       | 6                    | Laila Zangwio             | Gana                 | 42.03 |                  |
| 50   | 1       | 1                    | Roukaya Mahamane          | Níger                | 46.49 |                  |
| 51   | 3       | 9                    | Bunturabie Jalloh         | Serra Leoa           | 49.38 |                  |
| 52   | 2       | 5                    | Fatoumata Conde           | Guiné                | 53.04 |                  |
|      | 1       | 5                    | Fatoumata Konate          | Mali                 | DNS   | DNS              |
| 1    | 2       | Fatou Diagne         | Senegal                   |                      | DNS   | DNS              |
| 2    | 8       | Kokoe Ahyee          | Costa do Marfim           |                      | DNS   | DNS              |
| 2    | 9       | Albertine Rwabukamba | Ruanda                    | DSQ                  | DSQ   |                  |

### Semifinal
Esses foram os resultados das semifinais. Foram realizadas no dia 29 de julho com início às 17h56. 
Semifinal 1
| Pos. | Raia | Nadadora        | Nacionalidade  | Tempo | Notas |
| ---- | ---- | --------------- | -------------- | ----- | ----- |
| 1    | 4    | Yuliya Yefimova | Rússia         | 29.73 | Q     |
| 2    | 5    | Katie Meili     | Estados Unidos | 30.12 | Q     |
| 3    | 3    | Rūta Meilutytė  | Lituânia       | 30.40 | Q     |
| 4    | 6    | Sarah Vasey     | Reino Unido    | 30.46 | Q     |
| 5    | 2    | Jenna Laukkanen | Finlândia      | 30.92 |       |
| 6    | 1    | Satomi Suzuki   | Japão          | 30.95 |       |
| 7    | 7    | Veera Kivirinta | Finlândia      | 30.98 |       |
| 8    | 8    | Suo Ran         | China          | 31.14 |       |

Semifinal 2
| Pos. | Raia | Nadadora                  | Nacionalidade  | Tempo | Notas            |
| ---- | ---- | ------------------------- | -------------- | ----- | ---------------- |
| 1    | 4    | Lilly King                | Estados Unidos | 29.60 | Q,               |
| 2    | 3    | Jennie Johansson          | Suécia         | 30.41 | Q                |
| 3    | 5    | Arianna Castiglioni       | Itália         | 30.46 | Q                |
| 4    | 8    | Rachel Nicol              | Canadá         | 30.49 | Q                |
| 5    | 6    | Jessica Hansen            | Austrália      | 30.67 |                  |
| 6    | 7    | Hrafnhildur Lúthersdóttir | Islândia       | 30.71 | Recorde nacional |
| 7    | 2    | Natalia Ivaneeva          | Rússia         | 30.82 |                  |
| 8    | 1    | Martina Carraro           | Itália         | 31.16 |                  |

### Final
A final foi realizada em 30 de julho às 17h32. 
| Pos.              | Raia | Nadadora            | Nacionalidade  | Tempo | Notas           |
| ----------------- | ---- | ------------------- | -------------- | ----- | --------------- |
| Medalha de ouro   | 4    | Lilly King          | Estados Unidos | 29.40 | Recorde mundial |
| Medalha de prata  | 5    | Yuliya Yefimova     | Rússia         | 29.57 |                 |
| Medalha de bronze | 3    | Katie Meili         | Estados Unidos | 29.99 |                 |
| 4                 | 6    | Rūta Meilutytė      | Lituânia       | 30.20 |                 |
| 5                 | 2    | Jennie Johansson    | Suécia         | 30.31 |                 |
| 6                 | 7    | Sarah Vasey         | Reino Unido    | 30.62 |                 |
| 7                 | 1    | Arianna Castiglioni | Itália         | 30.74 |                 |
| 8                 | 8    | Rachel Nicol        | Canadá         | 30.80 |                 |

Legenda
| Recorde mundial       | Recorde mundial (World record)               |                       | Recorde africano                      | Recorde africano (African) |                                           | Q | Classificado por posição (Qualified) |
| Recorde do campeonato | Recorde do campeonato (Championship record)  | Recorde da América    | Recorde da América (Americas)         | q                          | Classificado por melhor tempo (Qualified) |   |                                      |
| Melhor marca do ano   | Melhor marca do ano (World leading)          | Recorde asiático      | Recorde asiático (Asian)              | DNS                        | Não largou (Did not start)                |   |                                      |
| Recorde nacional      | Recorde nacional (National record)           | Recorde europeu       | Recorde europeu (European)            | DNF                        | Não terminou (Did not finish)             |   |                                      |
| Recorde pessoal       | Recorde pessoal do atleta (Personal best)    | Recorde da Oceania    | Recorde da Oceania (Oceania)          | DSQ / DQ                   | Desclassificado (Disqualified)            |   |                                      |
| Recorde da temporada  | Recorde da temporada do atleta (Season best) | Recorde sul-americano | Recorde sul-americano (South America) | NM                         | Sem marca (No mark)                       |   |                                      |